# Ritter-von-Gerstner-Medaille
Die Ritter-von-Gerstner-Medaille wird seit 1976 von der Sudetendeutschen Landsmannschaft vergeben. Sie ist nach Franz Joseph Ritter von Gerstner benannt. Preisträger können nach dem Statut Personen, Gruppen oder wissenschaftliche Vereinigungen sein, die durch ihre Leistungen auf den Gebieten der Naturwissenschaft, Forschung und Technik zum Ansehen der sudetendeutschen Volksgruppe beigetragen haben.

## Preisträger
- 1971 Hermann Brosig, Schrothkurarzt
- 1976 Heinrich Mandel, Ferdinand Porsche
- 1977 Herbert Lang, Medizin
- 1978 Herwig Schopper, Physik
- 1979 Josef Karl Edler von Glatter-Götz, Oskar Reinwarth
- 1980 Dieter Kind, Hochspannungstechnik, Eduard Kirwald, Forstwirtschaft
- 1981 Ferdinand Brander, Ingenieur, Rudolf Gärtner (* 1930), Elektrotechnik, Georg Knittel, Gerhard Ruhenstroth-Bauer, Fritz Stastny
- 1982 Horst Löb, Experimentalphysik
- 1984 Peter Klaudy, Herbert Storek (1899–1990), Unternehmer/Erfinder, Erich Wünsch, Organische Chemie
- 1985 Heinrich Hora, Physik, Walter Thumfart
- 1986 Gustav Butschek, Ingenieur, Edelwald Hüttl
- 1987 Fritz Löschner (1912–2000), Geodäsie, Helmut Wenzl, Festkörperphysik
- 1989 Ferdinand Eisenberger, Urologie/Nierensteinzertrümmerung, Kurt Hawlitschek, Dietfried Pieschl, Medizin, Gottfried Werner, Biochemie
- 1990 Klaus Kilberth, Hans Sauer, Otto Stöber, Josef Weinhold, Baustoffkunde/Materialprüfung
- 1991 Joseph J. Boehm (1907–2000), Wärmetechnik, Roland Hetzer
- 1993 Hans Kleinwächter
- 1995 Ulrich Walter
- 1996 Friedrich Nather, Stahlbau, Lorenz Schreiner, HNO-Heilkunde
- 1999 Karl-Heinz Plattig
- 2000 Claus Josef Riedl
- 2002 Roland Bulirsch, Mathematik
- 2003 Peter Grünberg, Physik
- 2008 Kurt Antreich (1934–2022), Mikroelektronik
- 2009 Alfred Barth (* 1933), Biochemie
- 2010 Helmut Maak, Bauingenieur Brücken- und Tunnelbau[1]
- 2013 Norbert F. Heske, Medizintechnik
- 2014 Heinz Brandl, Ingenieur[2]

Sowie:
- Ernst Kofranyi